# Parco di Inokashira
Il parco di Inokashira (井の頭公園?, Inokashira Kōen) si trova nelle città di Musashino e Mitaka nel area di Tama a occidente di Tokyo, Giappone.
Il parco ospita il lago di Inokashira (井の頭池) e la sorgente del fiume Kanda (神田上水?, Kanda Jōsui), nonché un tempio a Benzaiten, vendicativa dea dell'amore.
La zona in cui sorge è stata donata alla città di Tokyo dall'imperatore Taishō nel 1913. Il 1º maggio 1917 il parco venne inaugurato con il nome di Inokashira Onshi Kōen (井の頭恩賜公園), che può essere tradotto approssimativamente in Concessione Imperiale del Parco di Inokashira.
Nel parco ha sede il Museo Ghibli.

## Galleria d'immagini

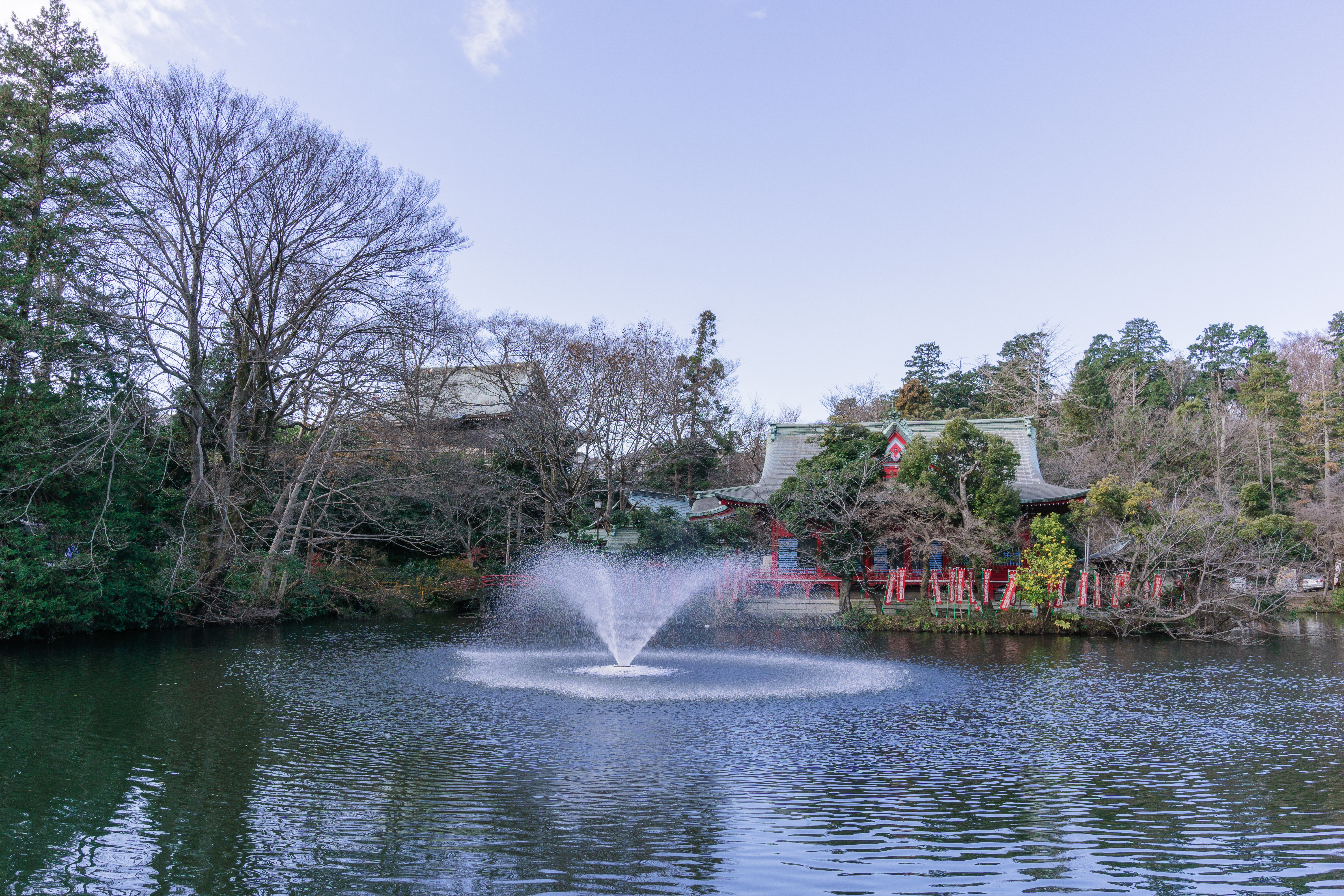
Tempio sulle rive dello stagno
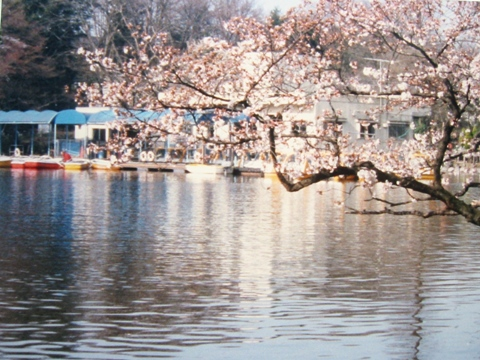
Lo stagno nel parco
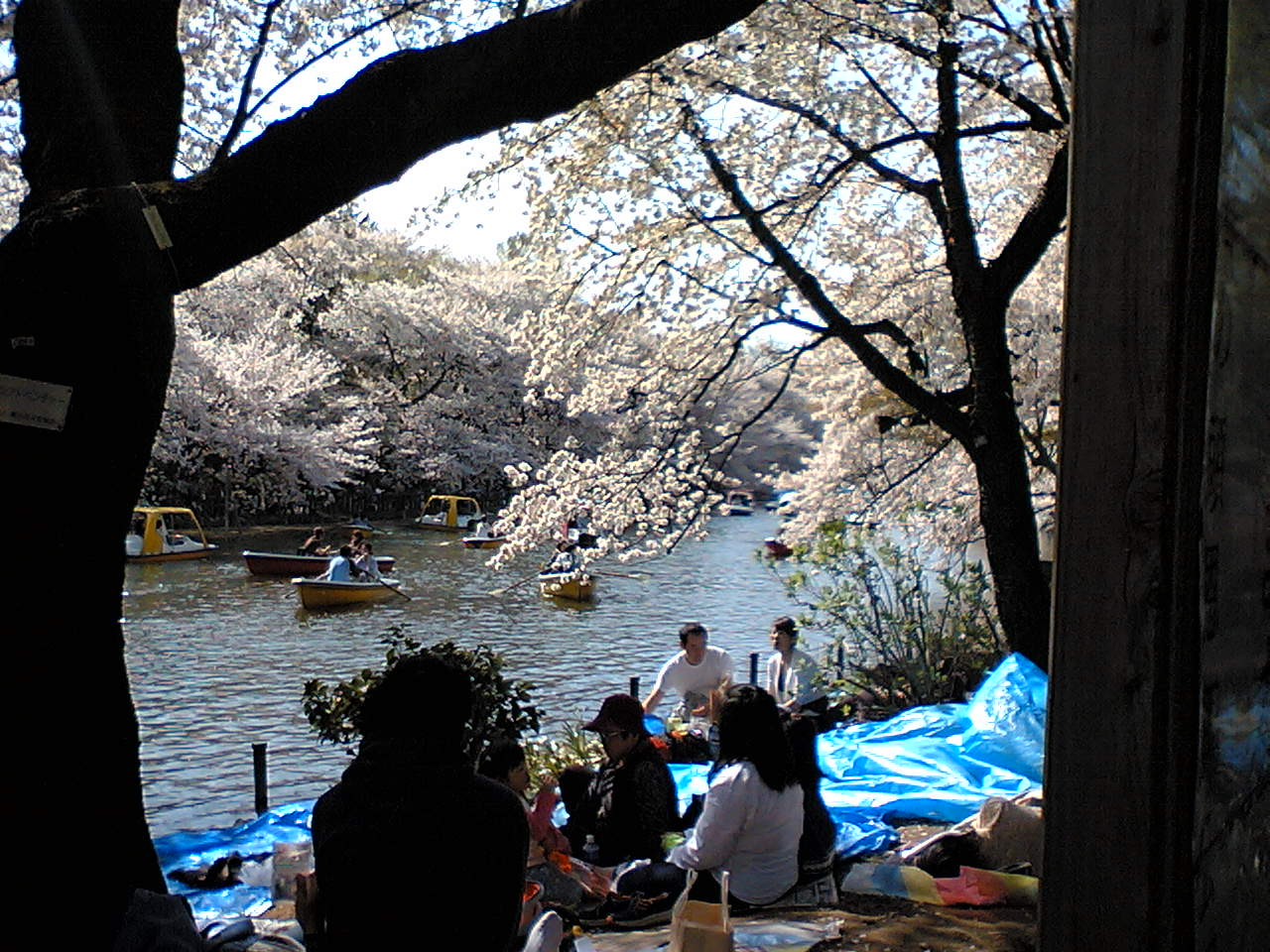
Persone al parco